# Noël Wells
Noël Kristi Wells Chaouachi (nascida em 23 de dezembro de 1986)  é uma atriz, diretora, musicista e roteirista estadunidense. Ela é conhecida por seu papel como Rachel Silva, na série da Netflix Master of None, e por suas aparições na trigésima nona temporada de Saturday Night Live, além de ter escrito, dirigido e atuado no filme independente Mr. Roosevelt, vencedor de dois prêmios SXSW no ano de 2017.

## Biografia
Wells nasceu em San Antonio, Texas. Seu pai é um imigrante tunisino e sua mãe é de ascendência mexicana. Seus pais a chamaram de Noël por sua data de nascimento, dois dias antes do Natal.
Ela frequentou a Memorial High School, em Victoria, Texas, onde se formou como segunda melhor da turma e fez parte do grupo de debates. É graduada pela Universidade do Texas em Austin , com foco em Rádio, TV e Cinema, Política e Estudos do Oriente Médio. Na faculdade, participou de Esther's Follies, um musical de longa duração, onde se apresentou em quadros e foi assistente de mágico. Antes de se tornar atriz, trabalhou como editora e com animação digital e se tornou conhecida na internet por seus vídeos de sketches e paródias, com mais de 15 milhões de visualizações no YouTube.

## Carreira
Em 2010, se mudou para Los Angeles e se apresentou no Upright Citizens Brigade Theater com a peça "New Money". Ela já apareceu em vídeos do Cracked.com e do CollegeHumor , e em 2013 fez parte do elenco da temporada 39 de Saturday Night Live, junto de John Milhiser, Kyle Mooney e Beck Bennett, além do escritor Mike O'Brien e do comediante stand-up Brooks Wheelan. Em 15 de julho de 2014, foi anunciado que Wells não retornaria para uma segunda temporada.
Wells participou de programas de televisão como The Aquabats! Super Show! e Comedy Bang! Bang!, e fez parte do elenco recorrente de dublagem das animações The Awesomes, escrita por Seth Meyers e distribuída pela plataforma de streaming Hulu, Gentlemen Lobsters, Galáxia Wander, do Disney XD e O Mundo de Craig, do Cartoon Network, as duas últimas para o público infantil. Em 2013, estrelou o filme independente Forev, que estreou no Los Angeles Film Festival.
Em 2015, fez parte do elenco principal de Master of None, comédia dramática original da Netflix criada por Aziz Ansari e Alan Yang. Na série, Noël interpretou Rachel, o interesse amoroso de Dev, protagonista da trama e personagem de Ansari. Richard Lawson, da Vanity Fair, afirmou que a interpretação de Wells é um "espetáculo digno de uma estrela. Sutil, porém não meramente minimalista ou inexpressivo."  Os dez episódios da primeira temporada foram lançados em 6 de novembro de 2015, e a série foi vencedora do Critics' Choice Award de 2016 de Melhor Série de Comédia. Em 2018, protagonizou a comédia romântica da Netflix Happy Anniversary, ao lado de Ben Schwartz. O filme teve recepção positiva no site Rotten Tomatoes, com 83% de aprovação e avaliação média de 6.5/10.

## Vida pessoal
Wells fala abertamente sobre a ansiedade crônica que sofre, e revelou, em entrevista à Revista Nylon, que recorreu à música como uma ferramenta para lidar com seus problemas. No final de 2018, Wells compartilhou "Sunrise", a primeira faixa do seu álbum musical de estreia, a ser lançado entre março e junho de 2019. Ávida fotógrafa, Wells já teve fotografias de sua autoria expostas em mostras, e uma delas já foi capa da revista especializada em literatura Oxford American, em 2010.. Ela já morou em Los Angeles e em Nova Iorque.

## Filmografia

### Cinema

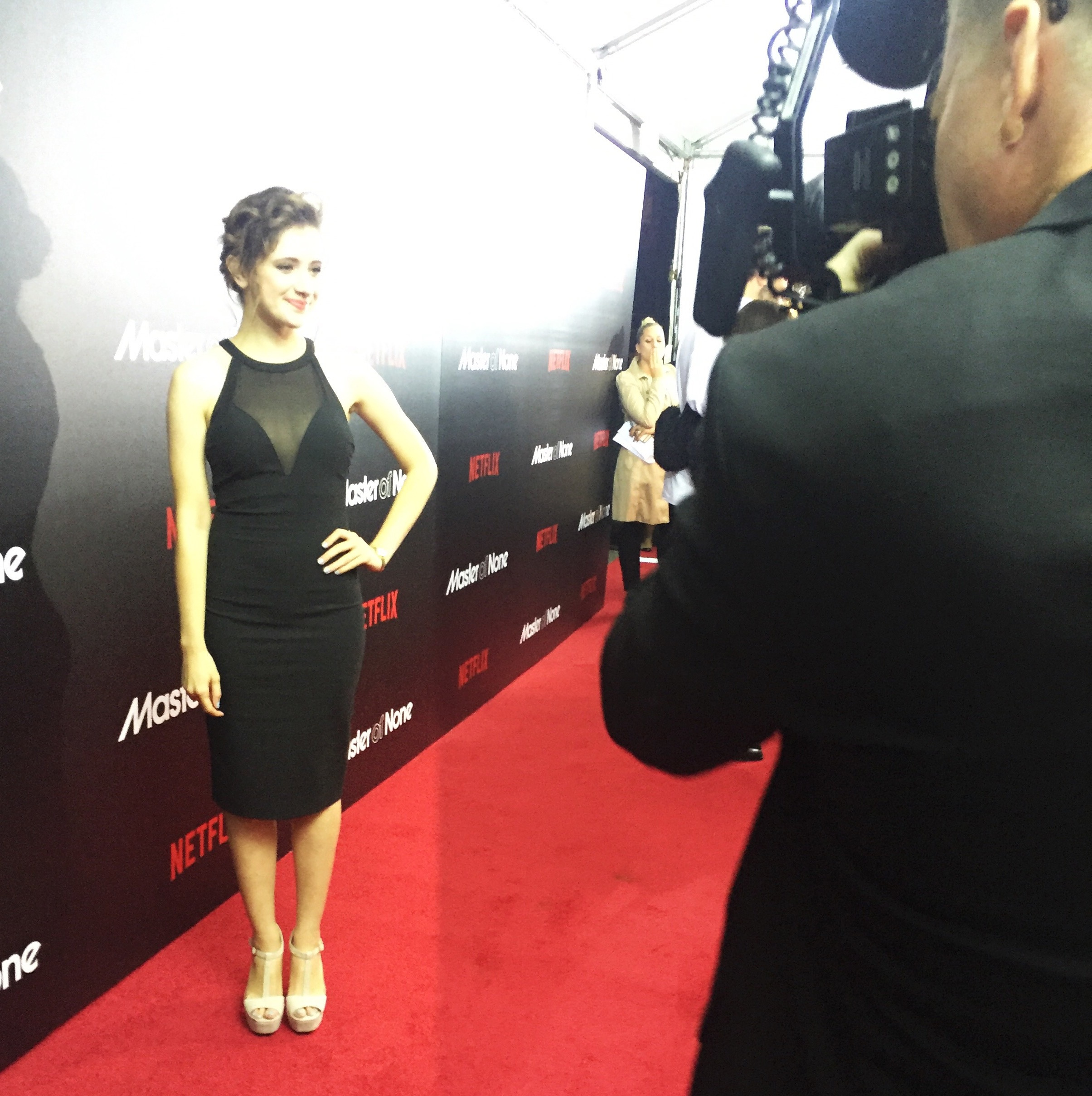
Noël Wells no evento de estreia de Master of None

| Ano  | Título                   | Papel        | Notas                       |
| ---- | ------------------------ | ------------ | --------------------------- |
| 2013 | Forev                    | Sophie       |                             |
| 2016 | Dreamland                | Joanna       |                             |
| 2017 | A Incrível Jessica James | Tasha        |                             |
| 2017 | Infinity Baby            | Theresa      |                             |
| 2017 | Mr. Roosevelt            | Emily Martin | Atriz, escritora e diretora |
| 2018 | Feliz Aniversário        | Mollie       |                             |
| 2018 | Social Animals           | Zoe          |                             |
| 2018 | The Adventures of Drunky | (voz)        | Pós-produção                |

### Televisão
| Ano          | Título                    | Papel                              | Notas                                                     |
| ------------ | ------------------------- | ---------------------------------- | --------------------------------------------------------- |
| 2013         | The Aquabats! Super Show! | Rachel Moonbug                     | Episódio: "The Anti-Bats!"                                |
| 2013–14      | Saturday Night Live       | Ela mesma; elenco fixo             | Temporada 39                                              |
| 2014         | The Awesomes              | Cait Walker / Knight Light         | Voz; 3 episódios                                          |
| 2014–16      | Gentleman Lobsters        | Shell                              | Voz; 7 episódios                                          |
| 2015         | Comedy Bang! Bang!        | Aiden Tomasseto                    | Episódio: "Kid Cudi Wears a Denim Shirt and Red Sneakers" |
| 2015–16      | Galáxia Wander            | Lorde Dominadora                   | Voz; 13 episódios                                         |
| 2015, 2017   | Master of None            | Rachel Silva                       | Elenco principal                                          |
| 2016         | The UCB Show              | Trish/Willow                       | Episódio: "Feel the Bern"                                 |
| 2016         | Loosely Exactly Nicole    | Blix                               | Episódio: "Big Break"                                     |
| 2016         | American Dad!             | DreamSmith Entertainment Announcer | Voz; episódio: "Fight and Flight"                         |
| 2017         | Elena de Avalor           | Marimonda                          | Voz; Episódio: "Realm of the Jacquins"                    |
| 2018–present | Craig of the Creek        | Kelsey                             | Voz; papel principal                                      |